# San Giovanni Incarico
San Giovanni Incarico – miejscowość i gmina we Włoszech, w regionie Lacjum, w prowincji Frosinone.
Według danych na rok 2004 gminę zamieszkiwało 3587 osób, 149,5 os./km².